# Triple Justice
Triple Justice is een Amerikaanse western uit 1940 geregisseerd door David Howard.

## Rolverdeling
| Acteur                  | Personage                          |
| ----------------------- | ---------------------------------- |
| George O'Brien          | Brad Henderson                     |
| Virginia Vale           | Loma Payson                        |
| Peggy Shannon           | Susan                              |
| Harry Woods             | Adjunct Al Reeves                  |
| Paul Fix                | Fred Cleary                        |
| LeRoy Mason             | Sheriff Bill Gregory               |
| Glenn Strange           | Frank Wiley                        |
| Malcolm 'Bud' McTaggart | Tom Payson (als Malcolm McTaggart) |
| Robert McKenzie         | Telegrafist                        |
| Wilfred Lucas           | Veldwachter                        |
| The Lindeman Sisters    | The Solas Sisters                  |